# Fasters millioner
Fasters millioner är en svensk komedifilm från 1934 i regi av Gustaf Molander. Den bygger på en pjäs av Félix Gandéra. I huvudrollerna ses Karin Swanström, Tutta Rolf, Bullen Berglund och Adolf Jahr.

## Handling
Kvinnokarlen Georg Berger skall gifta sig, men vissa missförstånd om otrohet gör att bröllopet aldrig blir av. Av stolthet gifter sig hans tilltänkta maka Greta istället med den perfektionistiske, några år äldre direktör Adolf Lundgren.
När Gretas faster Héléne kommer på besök tror hon fortfarande att Georg är Gretas man, och det visar sig också att direktör Lundgren är en av Hélénes gamla kavaljerer. Greta, Georg och Adolf väljer att dölja sanningen dels för att skapa lugn, och dels för att Adolf vill ta del av "fasters millioner".

## Om filmen
Filmen hade premiär den 6 augusti 1934 på biograf Röda Kvarn i Stockholm. Den har visats vid ett flertal tillfällen på SVT.

## Rollista (i urval)
- Karin Swanström – faster Hélène
- Tutta Rolf – Greta Berger/Lundgren
- Adolf Jahr – Georg Berger
- Erik Berglund – direktör Adolf Lundgren
- Anna-Lisa Baude – Betty, Gretas hembiträde
- Guit Almquist – Gretas väninna
- Eric Abrahamsson – Andersson, Lundgrens kamrer
- Helga Brofeldt – tvätterska
- Mona Geijer-Falkner – tvätterska
- Arthur Cederborgh – taxichaufför
- Annalisa Ericson – Astrid, balettflicka
- Allan Bohlin – Bertil, Georgs vän
- Emil Fjellström – flyttkarl
- Lizzy Stein – Lola, en av Georgs flickvänner
- Eivor Engelbrektsson – en av Georgs flickvänner[3]

## Musik i filmen
- Himlastegen, kompositör Jules Sylvain, text Åke Söderblom, sång av Tutta Rolf.[4]